# 狹山藩
狹山藩（日语：／ Sayama han */?）是日本江戶時代的一個藩。位於河內國丹南郡，藩廳在狹山陣屋（今大阪府狹山市），藩主是後北條氏，家格屬於外樣大名，於江戶城詰席時份在柳之間。

## 藩史
後北條氏乃制霸關東平原五代的戰國大名，勢力範圍曾拓及伊豆國、相模國、武藏國、下總國、上野國全境及上總國、下野國、駿河國、甲斐國和常陸國的一部份，同時降服了安房國的里見氏，版圖高達兩百四十萬石。直到1590年（天正18年）於小田原之役敗給豐臣秀吉後，家督北條氏直被流放高野山，但因其岳父德川家康奔走說情，隔年復被起用，獲得下野國四千石、河內國七千石，合計一萬一千石的領地。但北條氏直於同年病故，遂由叔父北條氏規之子北條氏盛繼承，是為狹山藩祖。
7代藩主北條氏彥時，因財政惡化而推動藩政改革，起用田中仙右衛門大刀闊斧變革，但被後北條氏譜代舊臣小田原眾大力反對，下級武士山上郷助與村上庄多夫支持變革，與家老對立，演變成流血事件，史稱狹山騷動。到8代藩主氏昉時，因藩內財政持續惡化，加上天明年間的大飢荒，領內爆發多起百姓起義，所幸氏昉啟登用藩士林弘著手税制改革，方穩定財政。可是在9代藩主氏喬時，又因發行藩礼失敗，未能成功銷售上米，使負擔日重的家臣團不滿，在1842年（天保13年）家老林永右衛門為首的多名家臣辭職，藩政重陷混亂。
後來10代藩主氏久重設農兵，降低軍事支出，並以贈予苗字、允許帶刀等無形權利換得商家貸款，後於軍事支出日增後，提倡節約政策，終令財政再告穩定。後來11代藩主北條氏燕在1848年（嘉永元年）開設藩校簡修館，並持開放態度，容許他藩子弟入學，並在1858年（安政5年）為彌補大坂警備所耗財貲，確保財政穩定，把上米和高野豆腐列為專賣品。
末代藩主北條氏恭，由於就任初年屢次順從幕府命令鎮壓天誅組和近畿的起義導致財政敗壞，在大政奉還後完全倒向新政府，並參加戊辰戰爭，在1869年（明治2年）北條氏恭先於他藩進行版籍奉還結束後北條氏於當地十二代的統治，並在就任藩知事後自動乞辭，後於1884年（明治17年）被列為子爵。

## 歷任藩主
1. 北條氏盛
2. 北條氏信
3. 北條氏宗
4. 北條氏治
5. 北條氏朝
6. 北條氏貞
7. 北條氏彥
8. 北條氏昉
9. 北條氏喬
10. 北條氏久 （美濃國大垣藩主戶田氏庸之三子）
11. 北條氏燕
12. 北條氏恭 （下野國佐野藩主堀田正衡之三子）